# Rosenbergpriset
Rosenbergpriset är ett svenskt musikpris som uttdelas varje år sedan tonsättaren Hilding Rosenbergs 90-årsdag 1982 av Föreningen svenska tonsättare (FST) till en tonsättare med betydelsefull och nyskapande verksamhet bakom sig. 
2013 var prissumman 75 000 kr.

## Pristagare
- 1982 – Ingvar Lidholm
- 1983 – Hans Holewa
- 1984 – Lars-Gunnar Bodin
- 1985 – Jan W. Morthenson
- 1986 – Åke Hermanson
- 1987 – Anders Eliasson
- 1988 – Sven-Erik Bäck
- 1989 – Sven-Eric Johanson
- 1990 – Lars Johan Werle
- 1991 – Arne Mellnäs
- 1992 – Akós Rozman
- 1993 – Bo Nilsson
- 1994 – Lars Edlund
- 1995 – Bengt Hambraeus
- 1996 – Daniel Börtz
- 1997 – Åke Parmerud
- 1998 – Sven-David Sandström
- 1999 – Mikael Edlund
- 2000 – Hans Gefors
- 2001 – Rolf Enström
- 2002 – André Chini
- 2003 – Dror Feiler
- 2004 – Pär Lindgren
- 2005 – Anders Hillborg
- 2006 – Karin Rehnqvist
- 2007 – Rolf Martinsson
- 2008 – Henrik Strindberg
- 2009 – Victoria Borisova-Ollas
- 2010 – Folke Rabe[1]
- 2011 – Hanna Hartman
- 2012 – Klas Torstensson
- 2013 – Miklós Maros
- 2014 – Lise-Lotte Norelius
- 2015 – Jan Sandström[2]
- 2016 – Thomas Jennefelt
- 2017 – Kent Olofsson[3]
- 2018 – Ingen utdelning
- 2019 – Madeleine Isaksson[4]
- 2020 – Paula af Malmborg Ward[5]
- 2021 – Sten Sandell[6]
- 2022 – Mats Larsson Gothe
- 2023 – Marie Samuelsson